# Midamiella hecabe
Midamiella hecabe là một loài bọ cánh cứng trong họ Cerambycidae.